# Heinrich Zschokke
Johann Heinrich Daniel Zschokke (født 22. marts 1771 i Magdeburg, død 27. juni 1848 på Villa Blumenhalde i Aarau) var en tysk-schweizisk forfatter.